# Dirades verticaria
Dirades verticaria är en fjärilsart som beskrevs av Felder och Alois Friedrich Rogenhofer 1875. Dirades verticaria ingår i släktet Dirades och familjen Uraniidae. Inga underarter finns listade i Catalogue of Life.